# 巴比倫圖爾姆山

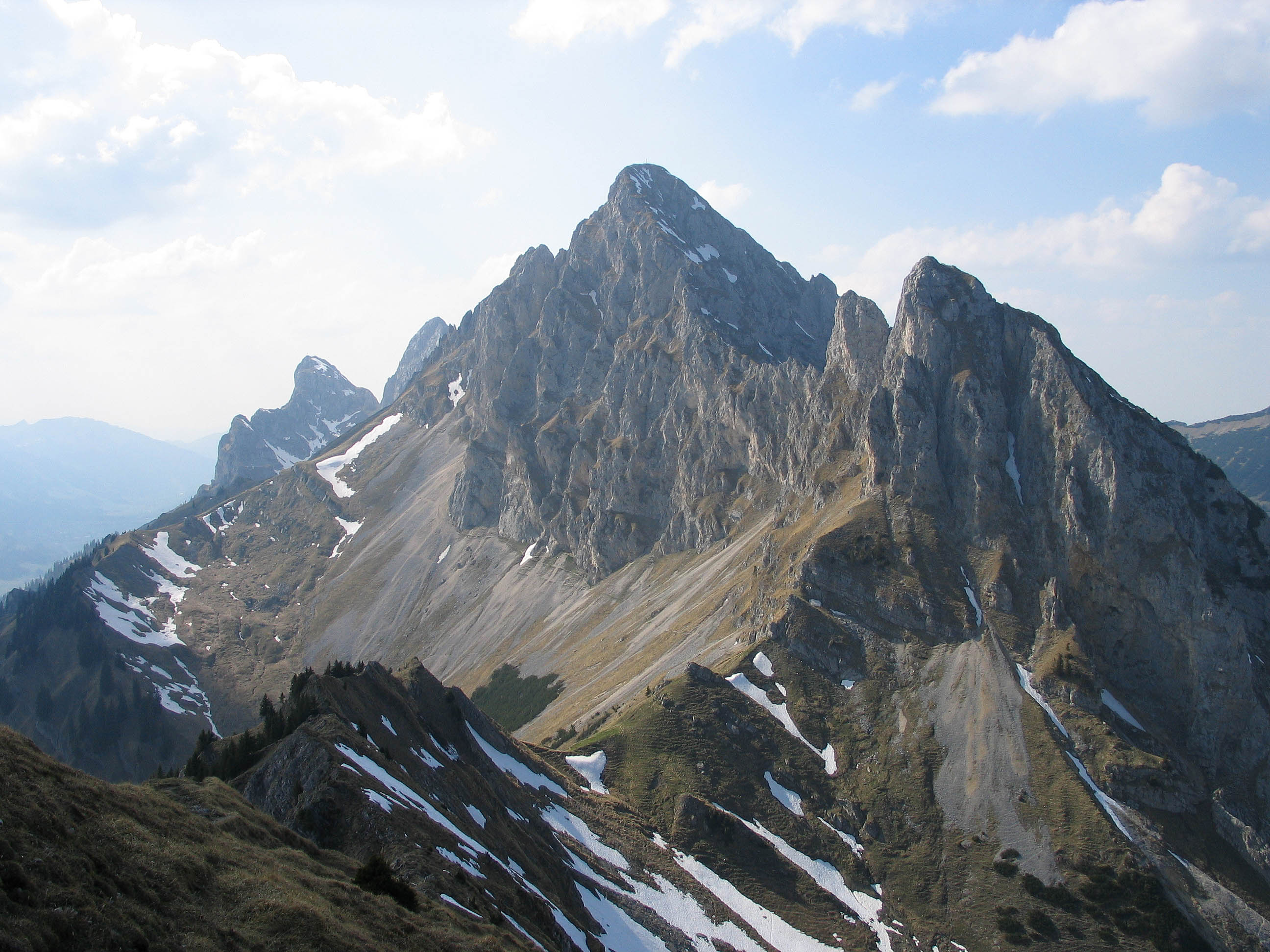

47°29′54″N 10°38′10″E / 47.49833°N 10.63611°E
巴比倫圖爾姆山（德語：Babylonischer Turm），是奧地利的山峰，位於該國西部，由蒂羅爾州負責管轄，屬於阿爾高阿爾卑斯山脈中坦海姆山脈的一部分，海拔高度2,050米。